# شاعر
الشاعر عند أهل العربية  هو الشخص الذي ينظم الشعر، وهو فن أدبي يعتمد على نظم الألفاظ وفق أوزان وقوافي محددة، بهدف التعبير عن المشاعر، والأفكار، والتجارب الإنسانية بأسلوب فني وجمالي.
يُعدّ الشعر عند العرب من أقدم وأسمى أنواع الأدب، حيث كان للشعر دور مركزي في توثيق التاريخ، ونقل القيم، والحكمة، والتقاليد، إضافة إلى التعبير عن القضايا الاجتماعية والسياسية والدينية.
تعريف الشاعر لا يقتصر فقط على كونه كاتبًا للنصوص الشعرية، بل يُنظر إليه كـ”صاحب كلمة مؤثرة” قادر على التعبير عن مشاعر الجماعة وأفكارها بأسلوب بليغ ومؤثر، مستعينًا بالصور البيانية، والبلاغة، والخيال.
تتميز شعرية الشاعر العربي باستخدامه للبحور الشعرية التقليدية، مثل الطويل، والبسيط، والكامل، وغيرها، والتي أسس لها علم العروض على يد الخليل بن أحمد الفراهيدي. وكذلك تطورت هذه البحور الشعرية إلى الشعر بلا بحور وأوزان وقافية، كما يتمثل الشعر الحر في هذا الزمان.
عبر التاريخ، كان للشعراء مكانة اجتماعية مرموقة في المجتمعات العربية، حيث اعتبروا سفراء الثقافة واللغة، وقد لعبوا دورًا مهمًا في الحفاظ على الهوية العربية ونقلها عبر الأجيال.

## طبقات الشعراء
قالوا شعراء العرب على طبقات :
- جاهليون : كامرئ القيس وطرفة وزهير والشنفرى.
- مخضرمون : المخضرم هو من قال الشّعر في الجاهلية ثم أدرك الإسلام كلبيد وحسّان , ويطلق أيضاً على من أدرك دولتين , وأطلقه المحدثون على كلّ من أدرك الجاهلية وأدرك حياة النبي محمد حتى و إن لم يلتقى بالنبى محمد , و ام يحقق الصحبة مثل أبو ذؤيب الهذلي، فلم يشترط بعض أهل اللغة تحقق الصحبة.
- متقدمون : ويقال الإسلاميون وهم الذين كانوا في صدر الإسلام كجرير والفرزدق.
- مولّدون : وهم من بعدهم كبشار.
- ومحدثون : وهم من بعدهم كأبي تمام والبحتري.
- متأخرون : كمن حدث بعدهم من شعراء اليمن والحجاز والعراق.[1]

## استعمال الألفاظ
ولا يستدلّ في استعمال الألفاظ بشعر المولدين والمحدثين والمتأخرين بالاتفاق كما يستدلّ بالجاهليّين والمخضرمين والإسلاميين بالاتفاق. واختلف في المحدثين فقيل لا يستشهد بشعرهم مطلقا. وقيل لا يستشهد بشعرهم إلّا بجعلهم بمنزلة الراوي فيما يعرف أنّه لا مساغ فيه سوى الرواية ولا مدخل فيه للدراية.

## رأي الشعراء
«ليس للشعر صورة فوتوغرافية معروفة وليس له عمر معروف، أو أصل.. ولا أحد يعرف من أين أتى، وبأي جواز سفر يتنقل..
المعاصرون يقولون :
إنه هبط من مغارة في رأس الجبل، واشترى خبزاً، وقهوة، وكتباً، وجرائد من المدينة.. ثم اختفى..» ويتابع ,,,,
قباني: ماذا قال سكان الشواطئ عنه وماذا قال أطفال المدينة ونساء المدينة، ومعلمو المدارس؟!..
وتأويل كل ذلك أنه ليس ثمة تعريف للشعر :
«ليس هناك نظرية للشعر.. كل شاعر يحمل نظريته معه»
هذه العبارة الأخيرة ربما كانت الأقرب إلى اللغة النقدية أو العقلية أو التجريدية الذهنية.
إن إدراك نزار قباني أن فوزه لم يكن إلا بامتلاكه الأدوات الإبداعية ,
مما جعله متهيباً من استعمال أدوات النقد , فالشعر غير مطالب بالنظرية والتنظير،
وإذاً فلماذا يغامر الشعراء فإن «الشعراء الذين حاولوا أن ينظّروا في الشعر خسروا شعرهم، ولم يربحوا النظرية،
باعوا الشمس.. واشتغلوا على تركيب لمبة كهربائية من خمسين شمعة..».
هذه هي لغة الحدس والعرفان أمام لغة المنطق والعقل. فالعقل محدود وقاصر أمام الأوقيانوس العظيم للحدس والخيال.
لا يريد نزار قباني من الشاعر أن يدخل مشرحة النقد , فعمله هو أن يُفتن بالجمال , لا أن يحلل تركيبه ,
«باعوا فم الحبيبة الجميلة. واهتموا بعدد أسنانها» ,,,,, ولكن ماذا بشأن الناقد غير المعني بالإبداع ..؟
لا يجيب نزار ,,, إنه معني بما يخصه كشاعر، ولذا يجيب حول ما يعني الشعراء .
ولذا فإن فكرة أرجحية الحدس على العقل تستغرق صفحات في كتاب «ما هو الشعر»
فإن تلك الأرجوحية بالنسبة للشعر تمثل عموده الفقري:
«ما أسهل كتابة الشعر , وما أصعب الكلام عنه ,
فالشعر هو الرقص , والكلام عنه , هو علم مراقبة الخطوات ,
وأنا بصراحة أحب أن أرقص ,, ولا يعنيني التفكير بحركة قدمي ,, لأن مجرد التفكير بما أفعل يفقدني توازني ,
إنني أرقص. ولا أعرف كيف !
وأكتب الشعر ,, كما لا تدري السمكة كيف تسبح , والأرنب كيف يقفز , والنهد كيف يخالف الجاذبية الأرضية .
الاإرادية : هو منحى حدسي أيضاً، لا يتورط في القوالب الذهنية الجاهزة ,
ولذا يلجأ إليه نزار : ما هو الشعر؟
فيجيب ,,, لا أعرف ,,, لا أعرف ,,, لا أعرف
إذا كان هذا هو جوابه !!!
فلماذا يضع كتاباً يقع في مئتين وست صفحات وإن كان من القطع الصغير بعنوان «ما هو الشعر؟».
المرجع: نزار قباني (2004) كتاب «ما هو الشاعر».
(3)
ذاك شخصٌ كتب ليصف , ما كان بالإمكان لأحدٍ أن يصفه ,
عاصر الكلمات وخالطها , وأحاط بالحروف كما السوار بالمعصم ,
استخرج من أجوَفِها لحناً ,
واستنطق من ميتها عزفاً ,
داعبها كما الأوتار في قيثارة محلية الصنع ,
أبدعت باستخدام يديه انسجاماً واضحاً،
وصارت بإشرافه ذات معاني وقيمة ,
حلقت به نحو العالمية ,
رفع شأنها فرفعته ,
أحسن انتقاء الألفاظ، كمن ينتقي من بين أصناف «البوفيه» تشكيلته الخاصة ,
وصف مشاعره فيها وأتقن الإيقاع ,
ثم أخفى بين السطور نفسه، كأنه ينظر لقارئ خطه إذا ما عقل معنى كلامه خرج إليه،
ورحب به , وإلا تركه في تيهه !!
ملك قدرة نقل المشاعر إلى من يرى على الصفحة نسجه ,
أحزنه وأسعده وأحزنه وأبكى جوارحه ,
يحركه كيفما شاء ,
ثم كبندولٍ انتقى له اتجاهاً وفيه أسكنه ,
ما طلب من أحدٍ فهم مشاعره , تكفلت كلماته تلبية لمسالكه ,
كتب ليبهر , وربما ليخرج هماً أصابه ,
ليسحر من جودة حرفه القراء ,
ويقال أحسن الشعر أكذبه , لذا يكذب إذا لم يكن فيه ما يحكيه ,
يخترع شخصية ,,, و يسقطها محل العاشق , و مرة العاقل , ومرة الهاوي , ومرة الحكيم المتزن ,
ثم يعود ليجعله ماجناً ,
أم ساحراً تصحبه كرة زجاجية ,
يجوب بك أرجاء ذهنك فلا تحسن إلا المدح ,
وتصمت بعد نصه .

## المعنى في بطن الشاعر
إذا ذكر الشاعر أمراً يتضمن معنى ظاهراً ومعنى باطناً، ولا يدري المتلقي ماذا قصدَ الشاعر، يقال لوصف هذه التورية، «المعنى في بطن الشاعر»، و المقصود «المعنى في قلب الشاعر» قال المحبي المتوفى سنة 1061هـ، وَمن مقولاتهم الْمَعْنى فِي بطن الشَّاعِر، كذلك تقال العبارة لوصف ألفاظ وجمل في الشعر والنثر ذات معاني مبهمة، غيرَ مفهومة. وإذا خاف الشاعر أو استحى أن يشرح بعض معنى قصائده، فإنه يلتجئ إلى قول هذه العبارة. وهو مما يَردُؤ الشعر، إذا يقال: «أسوأ الشعر ما سأل عن معناه».

## من شعراء التراث العربي
- امرؤ القيس
- عنترة بن شداد
- النابغة الذبياني
- حسان بن ثابت
- الأخطل
- الفرزدق
- جرير
- ابن احمر الباهلي
- قيس بن الملوح
- الاصمعي
- بشار بن برد
- أبو نواس
- أبو تمام
- البحتري
- ابن الرومي
- الحسين بن منصور الحلاج
- المتنبي
- أبو فراس الحمداني
- ابن هانئ
- أبو العلاء المعري
- ابن زيدون
- علي الحصري القيرواني
- المعتمد بن عباد
- أبو البقاء الرندي
- صفي الدين الحلي
- ليلى الأخيلية
- احمد شوقي